# 印度洋一郎
印度 洋一郎(いんど よういちろう)とは、日本のライター。主にミリタリー系の書籍・記事を執筆している。

## 略歴
新潟県糸魚川市在住。
代表作は、「ミリタリー選書:世界の名脇役兵器列伝」。山下次郎や太田晶(どちらか片方の場合や3人の時もある)と、2008年から共同執筆している。
ミリタリー系以外では、さまざまな映画を紹介するWebサイト「映画宝庫」のライターの1人を務め、鑑賞した映画について執筆しているが、こちらは2015年以降の更新がない。
そのほか、季刊雑誌「ミリタリークラシックス」のコラム「世界の仮想戦記」「歴史的兵器小解説」で兵器の解説をしている。